# Sam & Max Hit the Road
Sam & Max Hit the Road är ett datorspel som ursprungligen släpptes till DOS 1993 och är ett av LucasArts klassiska peka-och-klicka-äventyr som bygger på deras egen spelmotor, SCUMM.
Spelets huvudpersoner (hunden Sam och hardjuret Max) är Steve Purcells serietidningsfigurer. De får i uppdrag att återföra en förrymd bigfoot och en girafflicka till en cirkus. Uppdraget leder Sam och Max ut på en resa genom USA.
Uppföljaren Sam & Max Freelance Police lades ner av Lucas Arts 2004. Efter nerläggningen av projektet köptes rättigheterna av Telltale Games som under år 2007 släppte spelet i form av sex stycken episoder, sedermera kallade Sam & Max: Save the World.